# Rokina bezdana
Rokina bezdana este o arie protejată (sit de importanță comunitară — SCI) din Croația întinsă pe o suprafață de 104,95 ha, integral pe uscat.

## Localizare
Centrul sitului Rokina bezdana este situat la coordonatele 45°04′10″N 15°11′29″E / 45.069479°N 15.191393°E.

## Înființare
Situl Rokina bezdana a fost declarat sit de importanță comunitară în iulie 2013 pentru a proteja 1 specie de animale.

## Biodiversitate
Situată în ecoregiunea alpină, aria protejată conține 1 habitat natural: Peșteri inaccesibile publicului.
La baza desemnării sitului se află o specie protejată de  amfibieni: proteu de peșteră (Proteus anguinus).